# Dynamite Jones et le Casino d'or
 (mars 2017).
Si vous disposez d'ouvrages ou d'articles de référence ou si vous connaissez des sites web de qualité traitant du thème abordé ici, merci de compléter l'article en donnant les références utiles à sa vérifiabilité et en les liant à la section « Notes et références ».
Série
Dynamite Jones
(1973)
Pour plus de détails, voir Fiche technique et Distribution.
Dynamite Jones et le Casino d'or (Cleopatra Jones and the Casino of Gold) est un film américain de blaxploitation sorti en 1975. Il reprend le personnage de Cleopatra Jones, apparu dans le film homonyme.

## Synopsis
Mi Lin Fong (Tien Ni), une jeune femme experte en arts martiaux mais atteinte de micromastie qui dirige une agence de détectives basée à Hong Kong, doit venir en aide aux services secrets américains mis en difficulté par une mystérieuse organisation dirigée par une femme à la poigne de fer (Stella Stevens) qui entretient une relation incestueuse mais non exclusive avec sa fille adoptive Madalyna et qu'on surnomme "la femme dragon". Cette dernière a en effet capturé deux dealers afro-américains (Albert Popwell et un autre) à la solde du gouvernement des États-Unis, qui a donc dépêché à leur rescousse l'agent Jones (Tamara Dobson). Cette dernière, un élément compensant, au moyen de tenues vestimentaires dont la sobriété n'a d'égale que celle de son maquillage périorbitaire, un complexe d'infériorité entretenu par une croissance staturale exagérée, applique des méthodes explosives et peu respectueuses de la réglementation en vigueur mais qui s'avèrent néanmoins d'efficacité limitée dans le contexte hongkongais, ce qui ne manque pas d'inquiéter le responsable local de l'espionnage américain (Norman Fell). Ce dernier pourra néanmoins compter sur l'efficacité de ses alliés chinois.

## Tournage
Le film est principalement tourné en décors réels et se déroule en partie dans la citadelle de Kowloon. La robe portée par Tien Ni dans la scène du casino sera réutilisée quelques années plus tard pour le film My Young Auntie.

## Fiche technique
- Réalisation : Charles Bail (en)
- Scénario : Maxime Julien, Guillaume Tennant
- Musique : Dominic Frontiere
- Maquillage de Cleopatra Jones : Tamara Dobson
- Société de production : 	Run Run Shaw / Bill Tennant
- Société de distribution : Warner Bros
- Pays d'origine :  États-Unis,  Hong Kong
- Langue originale : anglais, chinois
- Format : couleurs
- Genre : espionnage, blaxploitation
- Dates de sortie : 11 juillet 1975

## Distribution
- Tamara Dobson : Cléopâtre Jones, une fonctionnaire afro-américaine
- Stella Stevens : la femme-dragon, une entrepreneuse occidentale
- Tien Ni : Mi Lin-fong, une détective chinoise
- Lin Chen-chi : Madalyna, fille adoptive et amante de la femme-dragon
- Norman Fell : un fonctionnaire américain d'ascendance caucasienne
- Chan Shen : un dealer chinois, ex-capo de la femme-dragon
- Albert Popwell : un dealer et fonctionnaire afro-américain